# Sociedade em nome coletivo
Sociedade em nome coletivo (Direito do Brasil) ou Sociedade em nome coletivo (Direito de Portugal)  (S.N.C.), refere-se à constituição de uma empresa por sociedade, onde todos os sócios respondem pelas dívidas de forma ilimitada. Também chamada de sociedade geral, sociedade de responsabilidade ilimitada ou sociedade solidária ilimitada.
O nome empresarial deste tipo de associação consiste em firma ou razão social composta pelo nome pessoal de um ou mais sócios e deve vir acompanhado da expressão,"e Companhia" ou "& Companhia", por extenso ou abreviadamente ("e Cia" ou "& Cia") quando não houver referência a todos os sócios. Essa sociedade é formada obrigatoriamente por pessoas físicas, não podendo ser constituída por pessoas de carácter jurídico. Sendo assim cada comandita tem seu lugar quanto a sua homologação.
O princípio da tipicidade das sociedades comerciais é a obrigação de todas as sociedades que têm por objectivo a prática de atos comerciais terem de adotar um dos tipos previstos no Código das Sociedades Comerciais — CSC, artigo 1.º, n.º 2, quais sejam: sociedade em nome coletivo, sociedade por cotas, sociedade anónima, sociedade em comandita simples e sociedade em comandita por acções. As partes envolvidas não têm a faculdade de celebrar contratos de sociedade comercial diferentes dos previstos na lei.
Os sócios das sociedades em nome coletivo, além de responderem perante a sociedade pela sua obrigação de entrada, respondem ainda perante os credores da sociedade pelas obrigações desta. A responsabilidade por estas dividas é subsidiaria em relação à sociedade – o que significa que os credores sociais só podem exigir o cumprimento aos sócios depois de esgotado o património da sociedade - , mas é solidária entre os sócios – o que se traduz na possibilidade de os credores da sociedade exigirem de qualquer dos sócios a totalidade da dívida (art. 175, nº 1 CSC).
Deve notar-se que a responsabilidade cominada pelo art. 175, nº1, não impende apenas sobre os sócios da sociedade, mas também, ainda que a título excepcional, sobre quem, não sendo embora sócio, inclua o seu nome ou firma na firma social (art. 177, nº2).
Tanto na sociedade em nome coletivo como na sociedade por cotas  poderão ser tomadas deliberações em assembleia-geral ou em assembleia universal: ambas resultam de uma reunião dos sócios, este é o seu ponto comum. O que as distingue é o aspecto do seu procedimento, a assembleia universal ao invés daquelas são adaptadas numa assembleia que não foi precedida de um ato de convocação – como deveria ter sido – dirigido a todos os sócios, mas em que todos estiveram presentes e, em que todos manifestaram vontade de que a assembleia se constituísse e deliberasse sobre determinado assunto. Só ocorre uma assembleia universal mediante a verificação cumulativa de três pressupostos: 
1)	A presença de todos os sócios;
2)	 Assentimento de todos os sócios em que a assembleia se constitua;
3)	Vontade também unânime de que a assembleia a constituir delibere sobre determinado assunto.